# Javad Zarincheh
Javad Zarincheh   (Teheran, 23 de juliol de 1966) fou un futbolista iranià de la dècada de 1990 i entrenador de futbol.
Fou internacional amb la selecció de futbol de l'Iran amb la qual participà a la Copa del Món de futbol de 1998. Pel que fa als clubs destacà a Esteghlal.